# Yoshiko Tsuruoka
Yoshiko Tsuruoka (鶴岡 淑子, Tsuruoka Yoshiko) est une actrice japonaise.

## Filmographie partielle
- 1966 : Yūkoku ou Rites d'amour et de mort de Yukio Mishima : Reiko